# Grégory Mallet
Grégory Mallet (Rueil-Malmaison, 21 de março de 1984) é um nadador francês, medalhista olímpico.
Ganhou uma medalha de prata nos Jogos Olímpicos de Pequim 2008, na prova dos 4x100 m livre. Quatro anos depois voltou a ganhar a medalha de prata, dessa vez nos 4x200 m livre em Londres 2012.